# Coppa del Re 2019-2020
La Coppa del Re 2019-2020 (in spagnolo Copa del Rey) è stata la 118ª edizione del torneo, iniziata il 13 novembre 2019 e terminata il 3 aprile 2021. La Real Sociedad ha conquistato il trofeo per la terza volta, a 34 anni di distanza dall'ultimo successo.

## Formula del torneo
Il 29 aprile 2019 l'assemblea della RFEF ha approvato il nuovo format della competizione, che prevede la partecipazione di 125 squadre e l'adozione di scontri di sola andata, tranne per le semifinali.
| Turno                         | Sorteggio   | Data             | Incontri | Squadre   | Dettagli |
| ----------------------------- | ----------- | ---------------- | -------- | --------- | --- |
| Preliminare interterritoriale | 17 ottobre  | 13 novembre      | 10       | 121 → 111 | Partecipano i campioni di ognuna delle 20 federazioni territoriali, accoppiati in base a criteri di vicinanza geografica |
| Primo turno                   | 17 novembre | 17 – 19 dicembre | 55       | 111 → 56  | Partecipano tutte le squadre, tranne le quattro qualificate alla Supercopa de España 2019                                |
| Secondo turno                 | 20 dicembre | 11 – 12 gennaio  | 28       | 56 → 28   | |
| Sedicesimi di finale          | 14 gennaio  | 21 – 23 gennaio  | 16       | 32 → 16   | Entrano le quattro qualificate alla Supercopa de España 2019                                                             |
| Ottavi di finale              | 24 gennaio  | 29 gennaio       | 8        | 16 → 8    | |
| Quarti di finale              | 31 gennaio  | 5 febbraio       | 4        | 8 → 4     | |
| Semifinali                    | 7 febbraio  | 12 febbraio      | 2        | 4 → 2     | Incontri di andata e ritorno                                                                                             |
| Semifinali                    | 7 febbraio  | 4 marzo          | 2        | 4 → 2     | Incontri di andata e ritorno                                                                                             |
| Finale                        |             | 3 aprile 2021    | 1        | 2 → 1     | Partita unica in campo neutro                                                                                            |

## Squadre partecipanti
Le seguenti squadre sono qualificate per la competizione. Le squadre riserve non sono ammesse.
| La Liga le 20 squadre della stagione 2018-2019 | Segunda División le 21 squadre (riserve escluse) della stagione 2018-2019 | Segunda División B le migliori sette squadre di ciascun gruppo della stagione 2018-2019 escluse le squadre riserve | Tercera División la migliore squadra di ciascuno dei 18 gruppi della stagione 2018-2019 e le 14 migliori seconde, escluse le squadre riserve | Copa Federación le quattro semifinaliste dell'edizione 2019 | Leghe regionali i campioni di ognuna delle 20 federazioni territoriali nella stagione 2018-2019 |
| - Alavés - Athletic Bilbao - Atlético Madrid - Barcellona - Real Betis - Celta Vigo - Eibar - Espanyol - Getafe - Girona - Huesca - Leganés - Levante - Rayo Vallecano - Real Madrid - Real Sociedad - Real Valladolid - Siviglia - Valencia (detentore) - Villarreal | - Albacete - Alcorcón - Almería - Cadice - Córdoba - Deportivo La Coruña - Elche - Extremadura UD - Gimnàstic - Granada - Las Palmas - Lugo - Maiorca - Malaga - Numancia - Osasuna - Real Oviedo - Rayo Majadahonda - Reus - Sporting Gijón - Tenerife - Real Saragozza | - Amorebieta - Atlético Baleares - Badalona - Badajoz - Barakaldo - Cartagena FC - Cornellà - Leonesa - Ebro - Fuenlabrada - Guijuelo - Hércules - Ibiza - Langreo - Leioa - Lleida - Marbella FC - Melilla - Mirandés - Olot - Ponferradina - Pontevedra - Racing Santander - Recreativo Huelva - S.S. Reyes - UCAM Murcia - UD Logroñés - Unionistas | - Bergantiños - Cacereño - Ceuta - Escobedo - Gimnástica Segoviana - Haro Deportivo - Illueca - L'Hospitalet - La Nucía - Laredo - Las Rozas - Lealtad - Linares Deportivo - Llagostera - Lorca Deportiva - Marino de Luanco - Mensajero - Mérida AD - Orihuela - Peña Deportiva - Peña Sport - Portugalete - Racing Ferrol - Real Jaén - SD Logroñés - Sestao River - Socuéllamos - Tamaraceite - Tarazona - Villarrubia - Yeclano - Zamora CF | - Castellón - Coruxo - Real Murcia - Tudelano               | - FC Andorra - Andratx - Atlético Antoniano - Atlético Porcuna - Barquereño - Becerril - Comillas - El Álamo - El Palmar - Fraga - Gran Tarajal - Intercity - Lobón - Melilla CD - Pedroñeras - Peña Azagresa - Pontellas - Ramón y Cajal - Tolosa CF - Urraca |

## Partite

### Turno preliminare interterritoriale
| Squadra 1          | Risultato       | Squadra 2        |
| ------------------ | --------------- | ---------------- |
| FC Andorra         | 3 - 0           | Andratx          |
| Becerril           | 1 - 0           | Urraca           |
| Tolosa CF          | 1 - 0           | Pontellas        |
| Comillas           | 1 - 1 (3-2 dtr) | Barquereño       |
| Fraga              | 0 - 1           | Peña Azagresa    |
| Melilla CD         | 1 - 0 (dts)     | Lobón            |
| Atlético Antoniano | 2 - 0           | Atlético Porcuna |
| Intercity          | 3 - 0           | Gran Tarajal     |
| El Álamo           | 2 - 1           | Pedroñeras       |
| Ramón y Cajal      | 1 - 2           | El Palmar        |

### Primo turno
Nel primo turno vengono accoppiate le dieci squadre vincitrici del turno preliminare a dieci squadre di Primera División. Le rimanenti sei squadre insieme alle ventidue di Segunda División vengono accoppiate con le quattro squadre provenienti dalla Copa Federación, le ventuno di Tercera División e tre di Segunda División B. Infine le trentacinque rimanenti di Segunda División B si affrontano tra loro, di cui una avanza direttamente al turno successivo. Nel caso in cui le squadre che si affrontano militano nella medesima categoria, la squadra di casa sarà decisa per sorteggio, altrimenti la squadra ospitante sarà quella che partecipa alla serie inferiore. Il primo turno si disputa dal 17 al 19 dicembre. La partita tra Pontevedra e Ibiza, prevista per il 17 dicembre, e quella tra Mérida AD e La Nucía, del 19 dicembre, sono state sospese rispettivamente sullo 0-0 e sullo 0-1 per avverse condizioni meteorologiche e recuperate l'8 gennaio.
Lo Yeclano riceve un bye.
| Squadra 1            | Risultato       | Squadra 2           |
| -------------------- | --------------- | ------------------- |
| 11 dicembre 2019     |                 |                     |
| UD Logroñés          | 2 - 1           | Marino de Luanco    |
| 17 dicembre 2019     |                 |                     |
| Lealtad              | 0 - 1           | Cadice              |
| Coruxo               | 4 - 5 (dts)     | Mirandés            |
| Real Jaén            | 3 - 1           | Alavés              |
| SD Logroñés          | 0 - 5           | Eibar               |
| L'Hospitalet         | 2 - 3 (dts)     | Granada             |
| Illueca              | 0 - 2           | Deportivo La Coruña |
| Langreo              | 2 - 3           | Ebro                |
| Marbella FC          | 2 - 1           | Guijuelo            |
| Castellón            | 0 - 2           | Las Palmas          |
| Cacereño             | 1 - 0           | Alcorcón            |
| Socuéllamos          | 0 - 1           | Real Saragozza      |
| Portugalete          | 1 - 0           | Extremadura UD      |
| Peña Sport           | 0 - 1 (dts)     | Fuenlabrada         |
| Tarazona             | 0 - 1 (dts)     | Rayo Vallecano      |
| Gimnástica Segoviana | 0 - 2           | Elche               |
| Zamora CF            | 2 - 1           | Sporting Gijón      |
| Escobedo             | 2 - 0           | Malaga              |
| Unionistas           | 1 - 0           | Atlético Baleares   |
| Hércules             | 0 - 1           | Recreativo Huelva   |
| Intercity            | 0 - 3           | Athletic Bilbao     |
| FC Andorra           | 1 - 1 (6-7 dtr) | Leganés             |
| Ceuta                | 1 - 1 (3-2 dtr) | Numancia            |
| Real Murcia          | 1 - 0           | Racing Santander    |
| Cartagena FC         | 4 - 1           | Leioa               |
| Mensajero            | 0 - 3           | Tenerife            |
| 18 dicembre 2019     |                 |                     |
| S.S. Reyes           | 2 - 0           | Córdoba             |
| El Palmar            | 1 - 2           | Getafe              |
| Comillas             | 0 - 5           | Villarreal          |
| Tolosa CF            | 0 - 3           | Real Valladolid     |
| El Álamo             | 0 - 1           | Maiorca             |
| Tudelano             | 0 - 1           | Albacete            |
| Bergantiños          | 0 - 1           | Siviglia            |
| Badalona             | 3 - 1           | Real Oviedo         |
| Melilla              | 1 - 2           | UCAM Murcia         |
| Sestao River         | 1 - 1 (6-5 dtr) | Lugo                |
| Barakaldo            | 0 - 0 (5-3 dtr) | Villarrubia         |
| 19 dicembre 2019     |                 |                     |
| Melilla CD           | 0 - 5           | Levante             |
| Peña Azagresa        | 0 - 2           | Celta Vigo          |
| Becerril             | 0 - 8           | Real Sociedad       |
| Atlético Antoniano   | 0 - 4           | Real Betis          |
| Lorca Deportiva      | 0 - 3           | Osasuna             |
| Lleida               | 0 - 2           | Espanyol            |
| Linares Deportivo    | 1 - 2           | Girona              |
| Laredo               | 0 - 1           | Huesca              |
| Tamaraceite          | 3 - 2 (dts)     | Almería             |
| Peña Deportiva       | 0 - 1 (dts)     | Ponferradina        |
| Leonesa              | 3 - 0           | Las Rozas           |
| Gimnàstic            | 3 - 1 (dts)     | Olot                |
| Llagostera           | 0 - 1 (dts)     | Haro Deportivo      |
| Cornellà             | 0 - 0 (4-5 dtr) | Orihuela            |
| Rayo Majadahonda     | 1 - 0           | Racing Ferrol       |
| Amorebieta           | 0 - 1           | Badajoz             |
| 8 gennaio 2020       |                 |                     |
| Pontevedra           | 0 - 2           | Ibiza               |
| Mérida AD            | 2 - 2 (3-2 dtr) | La Nucía            |

### Secondo turno
| Squadra 1         | Risultato       | Squadra 2           |
| ----------------- | --------------- | ------------------- |
| 11 gennaio 2020   |                 |                     |
| Gimnàstic         | 1 - 3           | Real Saragozza      |
| Haro Deportivo    | 1 - 2           | Osasuna             |
| UCAM Murcia       | 2 - 3 (dts)     | Mirandés            |
| Zamora CF         | 0 - 1           | Maiorca             |
| Ebro              | 1 - 0 (dts)     | Ponferradina        |
| Real Murcia       | 0 - 4           | Leganés             |
| Portugalete       | 0 - 3           | Real Betis          |
| Rayo Majadahonda  | 1 - 1 (2-4 dtr) | Tenerife            |
| Ibiza             | 1 - 1 (5-3 dtr) | Albacete            |
| Yeclano           | 1 - 2           | Elche               |
| Badajoz           | 2 - 1           | Las Palmas          |
| Badalona          | 2 - 0           | Getafe              |
| Cartagena FC      | 2 - 4 (dts)     | Girona              |
| Recreativo Huelva | 0 - 0 (5-4 dtr) | Fuenlabrada         |
| Leonesa           | 2 - 1           | Huesca              |
| Sestao River      | 0 - 4           | Athletic Bilbao     |
| UD Logroñés       | 1 - 1 (4-2 dtr) | Cadice              |
| Marbella FC       | 1 - 1 (1-4 dtr) | Real Valladolid     |
| Orihuela          | 1 - 2 (dts)     | Villarreal          |
| Tamaraceite       | 0 - 1           | Granada             |
| 12 gennaio 2020   |                 |                     |
| Cacereño          | 1 - 2           | Eibar               |
| Escobedo          | 0 - 5           | Siviglia            |
| S.S. Reyes        | 0 - 2           | Espanyol            |
| Unionistas        | 1 - 1 (8-7 dtr) | Deportivo La Coruña |
| Ceuta             | 0 - 4           | Real Sociedad       |
| Real Jaén         | 1 - 1 (4-5 dtr) | Levante             |
| Mérida AD         | 1 - 4           | Celta Vigo          |
| Barakaldo         | 0 - 2           | Rayo Vallecano      |

### Sedicesimi di finale
| Squadra 1         | Risultato       | Squadra 2       |
| ----------------- | --------------- | --------------- |
| 21 gennaio 2020   |                 |                 |
| Recreativo Huelva | 2 - 3 (dts)     | Osasuna         |
| Real Saragozza    | 3 - 1           | Maiorca         |
| Siviglia          | 3 - 1           | Levante         |
| 22 gennaio 2020   |                 |                 |
| Elche             | 1 - 1 (4-5 dtr) | Athletic Bilbao |
| Ibiza             | 1 - 2           | Barcellona      |
| Badalona          | 1 - 3 (dts)     | Granada         |
| Girona            | 0 - 3           | Villarreal      |
| Real Sociedad     | 2 - 0           | Espanyol        |
| Tenerife          | 2 - 1           | Real Valladolid |
| UD Logroñés       | 0 - 1           | Valencia        |
| Unionistas        | 1 - 3           | Real Madrid     |
| 23 gennaio 2020   |                 |                 |
| Ebro              | 0 - 1           | Leganés         |
| Mirandés          | 2 - 1 (dts)     | Celta Vigo      |
| Badajoz           | 3 - 1           | Eibar           |
| Leonesa           | 2 - 1 (dts)     | Atlético Madrid |
| Rayo Vallecano    | 2 - 2 (4-2 dtr) | Real Betis      |

### Ottavi di finale
| Squadra 1       | Risultato       | Squadra 2       |
| --------------- | --------------- | --------------- |
| 28 gennaio 2020 |                 |                 |
| Tenerife        | 3 - 3 (2-4 dtr) | Athletic Bilbao |
| 29 gennaio 2020 |                 |                 |
| Leonesa         | 0 - 0 (2-4 dtr) | Valencia        |
| Rayo Vallecano  | 0 - 2           | Villarreal      |
| Badajoz         | 2 - 3 (dts)     | Granada         |
| Real Sociedad   | 3 - 1           | Osasuna         |
| Real Saragozza  | 0 - 4           | Real Madrid     |
| 30 gennaio 2020 |                 |                 |
| Barcellona      | 5 - 0           | Leganés         |
| Mirandés        | 3 - 1           | Siviglia        |

### Quarti di finale
| Squadra 1       | Risultato | Squadra 2     |
| --------------- | --------- | ------------- |
| 4 febbraio 2020 |           |               |
| Granada         | 2 - 1     | Valencia      |
| 5 febbraio 2020 |           |               |
| Mirandés        | 4 - 2     | Villarreal    |
| 6 febbraio 2020 |           |               |
| Real Madrid     | 3 - 4     | Real Sociedad |
| Athletic Bilbao | 1 - 0     | Barcellona    |

### Semifinali
| Squadra 1                  | Totale      | Squadra 2 | Andata | Ritorno |
| -------------------------- | ----------- | --------- | ------ | ------- |
| 12 febbraio / 5 marzo 2020 |             |           |        |         |
| Athletic Bilbao            | 2 - 2 (gfc) | Granada   | 1 - 0  | 1 - 2   |
| 13 febbraio / 4 marzo 2020 |             |           |        |         |
| Real Sociedad              | 3 - 1       | Mirandés  | 2 - 1  | 1 - 0   |

### Finale
| Arbitro: | Estrada Fernández |

|  |           |                      |
|  | Marcatori | 63’ (rig.) Oyarzabal |

| Athletic Bilbao | Real Sociedad |

| P           | 1  | Unai Simón          |     |       |
| D           | 18 | Óscar de Marcos     |     |       |
| D           | 5  | Yeray Álvarez       |     |       |
| D           | 4  | Iñigo Martínez      | 62’ |       |
| D           | 17 | Yuri Berchiche      |     | 90+3’ |
| C           | 12 | Alejandro Berenguer |     | 76’   |
| C           | 14 | Dani García         | 35’ | 76’   |
| C           | 27 | Unai Vencedor       |     | 68’   |
| C           | 10 | Iker Muniain        |     |       |
| A           | 9  | Iñaki Williams      |     |       |
| A           | 22 | Raúl García         |     |       |
| Panchina:   |    |                     |     |       |
| P           | 13 | Jokin Ezkieta       |     |       |
| D           | 3  | Unai Núñez          |     |       |
| D           | 15 | Iñigo Lekue         |     |       |
| D           | 21 | Ander Capa          |     | 90+3’ |
| D           | 24 | Mikel Balenziaga    |     |       |
| C           | 6  | Mikel Vesga         |     | 76’   |
| C           | 8  | Unai López          |     | 68’   |
| A           | 7  | Ibai Gómez          |     |       |
| A           | 20 | Asier Villalibre    |     | 76’   |
| Allenatore: |    |                     |     |       |
| Marcelino   |    |                     |     |       |

| P               | 1  | Álex Remiro       |     |       |
| D               | 18 | Andoni Gorosabel  |     | 90+3’ |
| D               | 5  | Igor Zubeldia     |     |       |
| D               | 24 | Robin Le Normand  |     |       |
| D               | 20 | Nacho Monreal     |     |       |
| C               | 36 | Martín Zubimendi  |     |       |
| C               | 21 | David Silva       |     | 85’   |
| C               | 8  | Mikel Merino      | 71’ |       |
| A               | 7  | Portu             |     | 89’   |
| A               | 19 | Alexander Isak    |     | 89’   |
| A               | 10 | Mikel Oyarzabal   |     |       |
| Panchina:       |    |                   |     |       |
| P               | 34 | Gaizka Ayesa      |     |       |
| D               | 6  | Aritz Elustondo   |     | 90+3’ |
| D               | 12 | Aihen Muñoz       |     |       |
| D               | 15 | Modibo Sagnan     |     |       |
| C               | 11 | Adnan Januzaj     |     |       |
| C               | 16 | Ander Guevara     |     | 85’   |
| A               | 9  | Carlos Fernández  |     | 89’   |
| A               | 22 | Ander Barrenetxea |     | 89’   |
| A               | 25 | Jon Bautista      |     |       |
| Allenatore:     |    |                   |     |       |
| Imanol Alguacil |    |                   |     |       |

## Statistiche
- Miglior attacco: Real Sociedad (25)
- Partita con più reti: Coruxo – Mirandés 4-5 (9)
- Partita con maggiore scarto di reti: Becerril - Real Sociedad 0-8 (8)